# قافزات الذيل
تشكل القافزات بالذنب (بالإنجليزية: Springtails) أو ذات الذنب القافز أو ذوات الذنب القافزة أو کولیمبولا (بالإنجليزية: Collembola) أو الكهدليات، هي أكبر الأنساب الثلاثة لـسداسيات الأرجل الحديثة والتي لم تعد تعتبر من الحشرات (النسبان الآخران هما أوليات الذنب وثنائيات الذنب). وعلى الرغم من أنه يتم أحيانًا تجميع الرتب الثلاث في صنف واحد يطلق عليه داخليات الفك لأن لديها أجزاء فم داخلية، يبدو أن هذه الرتب لم تعد مرتبطة ببعضها البعض بدرجة أكبر من ارتباطها بالحشرات التي لديها أجزاء فم خارجية.
وتشير بعض دراسات تسلسل الحمض النووي إلى أن الكهدليات (أو القافزات بالذنب) تمثل نسبًا تطوريًا منفصلاً عن سداسيات الأرجل الأخرى، ولكن الدراسات الأخرى تخالف هذا الطرح؛ ويبدو أن السبب في ذلك يرجع إلى التنوع الكبير في أنماط تطور الجينوم بين مفصليات الأرجل. وتعكس التعديلات التي أدخلت على الرتيبة التقليدية للقافزات بالذنب عدم التوافق العرضي بين التصنيفات التقليدية والكلاديسيات الحديثة: فعندما كانت مدرجة ضمن الحشرات، كانت تصنف كـرتبة؛ أما عندما كانت جزءًا من داخليات الفك، فقد أصبحت تصنف كصنف فرعي. وإذا ما اعتبرت سلالة قاعدية من سداسيات الأرجل، فيتم ترقيتها إلى طائفة كاملة.

## الوصف

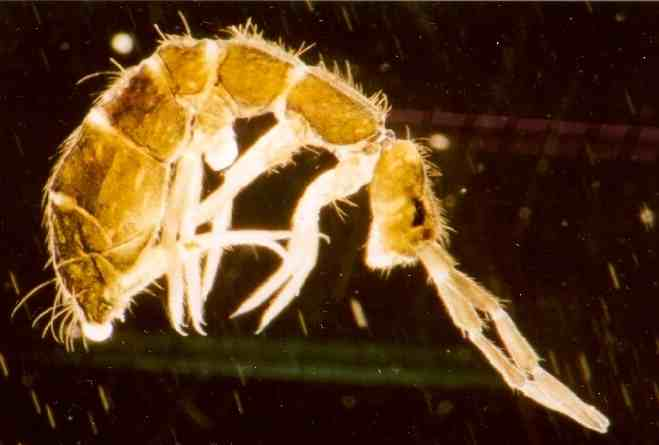
أيزوتوما (Isotoma) ذات فريقات مرئية

في العادة يكون طول أعضاء الكهدليات (القافزات بالذنب) أقل من 6 مم (0.24 بوصات)، وهي مكونة من ست عقل بطنية ولها طرف أنبوبي (الذنب الأنبوبي (collophore) أو الأنبوب البطني) به حويصلات منقلبة إلى الخارج، ويظهر كنتوء على البطن من العقدة البطنية الأولى. وتتميز رُتب بوديومورفا (Poduromorpha) وإنتوموبريومورفا (Entomobryomorpha) بجسم مستطيل، بينما تتميز رتبة سيمفيبلونيا (Symphypleona) بجسم كروي الشكل. لا يوجد لدى الكهدليات (القافزات بالذنب) جهاز تنفسي ذو قصبة هوائية، مما يضطرها للتنفس عبر البشرة المسامية، مع استثناء جدير بالملاحظة وهو رتبة سمنثوريدا (Sminthuridae) والتي يظهر عندها جهاز تنفسي ذو قصبة هوائية، ورغم أنه أولي إلا أنه يعمل بكامل وظائفه.
معظم الأنواع لديها طرف بطني يشبه الذيل وهو الفريقة التي تنطوي أسفل الجسم لتُستخدم في القفز عند تعرض الحيوان للتهديد. وتظل هذه الفريقة تحت جذب مستمر من قبل تكوين صغير يطلق عليه القيد وعند تحريره، فإنه ينطلق في حركة مفاجئة نحو الجزء السفلي دافعًا الذنب القافز في الهواء. وكل هذا يحدث في وقت قصير للغاية لا يتجاوز 18 مللي ثانية.

## وصلات خارجية
- Checklist of the Collembola of the World
- Maps of Collembola (Britain and Ireland) نسخة محفوظة 12 يونيو 2011 على موقع واي باك مشين.
- Maps from 2006 of UK Collembola, plus Photolibrary
- General information on Collembola
- The Biology of the Collembola
- Tree of Life
- North American Collembola
- Springtails, Kansas State University

لا توجد روابط لمواقع التواصل الاجتماعي.